# Quinto Albicocco
Quinto Albicocco (Perinaldo, Italia, 24 de mayo de 1913-Mougins, Francia, 31 de enero de 1995), fue un director de fotografía franco-italiano.

## Biografía
Quinto Albicocco, cuya pasión por la fotografía se remonta a la década de 1930, hizo su debut en el cortometraje y el documental, en particular con Georges Franju, y Agnès Varda. Su obra se caracteriza por una luz tenue y por un exceso de énfasis y afectación en el estilo, como un espejo donde se refleja hasta el infinito. Se recrea en la búsqueda y desarrollo de efectos lumínicos o efectos especiales aplicables a la cámara.
Es padre del director Jean-Gabriel Albicocco, para el que ha firmado la fotografía de todas las películas.

## Filmografía parcial
Cortometrajes
- 1955 : À propos d'une rivière, de Georges Franju.
- 1958 : Du côté de la côte, de Agnès Varda.
- 1958 : Ô saisons, ô châteaux, de Agnès Varda.
- 1967 : Je t'écris de Paris (realizador, guionista, director de fotografía).

Largometrajes
- 1959 : Sursis pour un vivant, de Víctor Merenda.
- 1960 : Amour, autocar et boîtes de nuit, de Walter Kapps.
- 1961 : La Fille aux yeux d'or, de Jean-Gabriel Albicocco.
- 1961 : 21 rue Blanche à Paris, (cortometraje, codirector : Claude-Yvon Leduc).
- 1963 : Le Rat d'Amérique, de Jean-Gabriel Albicocco.
- 1966 : Le Grand Meaulnes, de Jean-Gabriel Albicocco.
- 1969 : Le Cœur fou, de Jean-Gabriel Albicocco.
- 1971 : Le Petit Matin, de Jean-Gabriel Albicocco.
- 1985 : Ne prends pas les poulets pour des pigeons, de Jean Rollin.